# Xia Shao Kang
Xia Shao Kang è il nome completo di Shao Kang (少康T, Shào KāngP), sesto sovrano della dinastia Xia, figlio di Xiang e padre di Zhu
Secondo la leggenda, dopo che gli uomini mandati da Han Zhuo ebbero ucciso Xiang, le concubine di Xiang si rifugiarono nella casa materna del clan Youreng e diedero vita a Shaokang.
Un ufficiale vassallo dei Xia, condusse poi dei soldati ad uccidere Han Zhuo, e Shao Kang divenne ben presto monarca.
Durante il periodo al trono di Shao Kang, la dinastia Xia fu abbastanza potente e prosperosa, periodo noto alla storia come "Shao Kang Zhong Xing" ("prosperità media del regno di Shao Kang").